# 水晶の夜
水晶の夜（すいしょうのよる、ドイツ語: Kristallnacht、クリスタルナハト）とは、1938年11月9日夜から10日未明にかけてナチス政権下のドイツの各地で発生した反ユダヤ主義暴動、迫害事件である。ユダヤ人の居住する住宅地域、シナゴーグなどが次々と襲撃、放火された。
暴動の主力となったのは突撃隊（SA）のメンバーであり、ナチス総統アドルフ・ヒトラーや親衛隊（SS）は暴動を止める事なく、傍観者として振る舞った。ナチス政権による「官製暴動」の疑惑も指摘されている（後述）。
事件当時は「帝国水晶の夜（Reichskristallnacht）」と呼ばれていた。この事件により、ドイツにおけるユダヤ人の立場は大幅に悪化し、後に起こるホロコーストへの転換点の一つとなった。
事件の名称は、破壊された店舗のガラスが夜の月明かりに照らされて、水晶のようにきらめいていたことに由来する。現代ドイツにおいては、「11月ポグロム（ドイツ語: Novemberpogrome）」、「1938年11月ポグロム（ドイツ語: Novemberpogrome 1938）」、「帝国ポグロムの夜（ドイツ語: Reichspogromnacht）」などが用いられる。ただし、イスラエル政府をはじめ、ヤド・ヴァシェムや米国ホロコースト博物館など、世界中の多くの被害者側ないしユダヤ人側の政府・施設では、正式に「水晶の夜（Kristallnacht）」という言葉を使い続けている。

## 事件の原因

### ナチスによるポーランド系ユダヤ人追放
1933年1月30日に、反ユダヤ主義を掲げるものの、多くのドイツ国民からの支持を受けてドイツの第一党となったナチス党の党首のアドルフ・ヒトラーが、ドイツ国大統領パウル・フォン・ヒンデンブルクからドイツ国首相に任命された。
ヒトラーの首相就任後、ドイツではユダヤ系ドイツ人が激しい迫害にさらされることとなった。しかしドイツ在住のユダヤ系ポーランド人は比較的迫害から免れていた。たとえ夜中の3時にゲシュタポがやってきても、彼らはポーランドの旅券を見せることで在住外国人としての権利主張ができた。いかにドイツ政府といえどポーランドと国交を結ぶ限りは彼らに正当な権利を認めなければならなかった。また旅券を有する彼らはいつでもポーランドへ帰ることもできた。
ところがポーランド政府は1938年10月6日、全てのポーランド旅券につき検査済みの認印が必要であるとする新しい旅券法を布告した。これによりドイツ在住のポーランド系ユダヤ人の旅券と国籍が無効とされた。ドイツに勝るとも劣らず反ユダヤ主義的だったポーランドは、ドイツの反ユダヤ主義政策が激化していく中、ドイツ在住のポーランド系ユダヤ人がポーランドへ帰って来ることを嫌がっていたのだった。
逆にポーランド系ユダヤ人をポーランドへ送り返したがっていたドイツ政府はこのポーランド政府の決定に激怒した。ドイツ政府はポーランドの旅券法が発効される1938年10月30日よりも前にポーランド系ユダヤ人を強制的にポーランドへ送り返してしまおうと企図した。1938年10月28日に保安警察(Sipo)長官ラインハルト・ハイドリヒ親衛隊中将の指揮の下にドイツ警察が1万7000人のポーランド系ユダヤ人を狩りたて、彼らをトラックや列車に乗せてポーランドとの国境地帯に移送した。これに対抗してポーランド国境警察は国境を封鎖してユダヤ人の受け入れを拒否した。まだ旅券法が正式に発効していないにもかかわらずポーランド政府は未だ有効な旅券を持つポーランド系ユダヤ人の受け入れを無法に拒否したのだった。
ドイツ政府からもポーランド政府からも受け入れを拒否されたユダヤ人たちは国境の無人地帯で家も食料もない状態で放浪することとなり、彼らは窮乏した生活を余儀なくされ、餓死者も大勢出た。

### ポーランド系ユダヤ人青年によるドイツ大使館員暗殺テロ

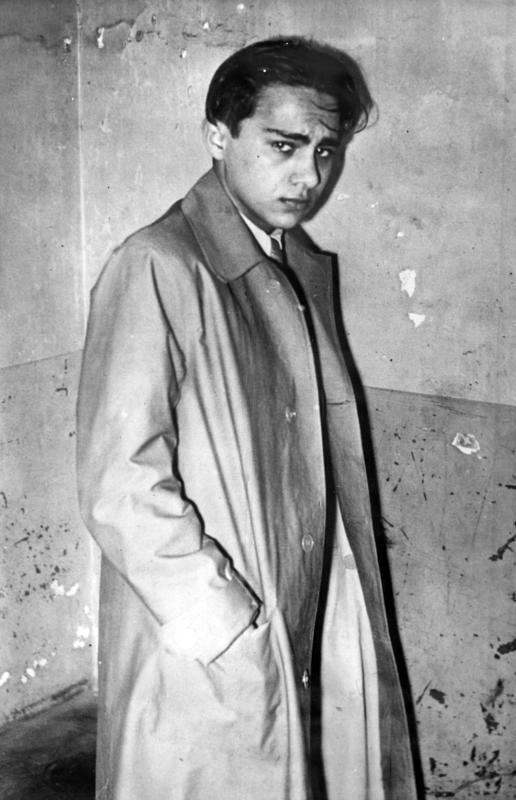
ドイツ大使館員エルンスト・フォム・ラートを暗殺したポーランド系ユダヤ人青年ヘルシェル・グリュンシュパン。フランス警察の拘置所で。

センデル・グリュンシュパンの一家もこの時ドイツ政府によって追放されたポーランド系ユダヤ人家庭のひとつであった。センデルはパリにいる当時17歳の息子のヘルシェル・グリュンシュパンに惨状を訴えた。ヘルシェルはドイツ政府の非人道的なやり方に激昂し、ドイツ大使館員を暗殺して世界にユダヤ人の惨状を訴えることを企図した。
1938年11月7日、ヘルシェルは、リボルバーを手にパリのドイツ大使館へ赴き、応対していた三等書記官エルンスト・フォム・ラートに二発の銃弾を撃ち込んだ。ヘルシェルは大使館員によって捕えられ、大使館前で警備していたフランス警察に引き渡された。ヘルシェルはフランス警察の尋問に対して「自分の家族がドイツ警察から非道の仕打ちを受けたと聞き、抗議のためにドイツ大使館員を殺害しようと決めました。ドイツで起きている事に対し、世界に訴えたかった。迫害されるユダヤ人に代わって復讐したかった」と語った。
ラートが撃たれたという事件の報を受けて、ナチス党の中でも狂信的な層は早くも11月8日にローテンブルク・アン・デア・フルダ、ベブラ、ゾントラなどのユダヤ人商店街やシナゴーグに対して反ユダヤ暴動を開始している。
ドイツ総統アドルフ・ヒトラーはゲオルク・マグヌス（de:Georg Magnus）教授と自らの侍医カール・ブラント博士の2人を11月8日早朝にパリに派遣し、ラートの治療にあたらせた。フランス在郷軍人たちもラートへの輸血に応じた。しかし結局ラートは11月9日午後4時30分に死去している。
ラートが死亡した11月9日にヒトラーはミュンヘンの市役所で催されていたミュンヘン一揆15周年記念式典に出席していた。その場に使いが入ってきてヒトラーにラートの死亡を耳打ちした。ヒトラーは隣に座っていたヨーゼフ・ゲッベルスの方へ向き直り、数分間何か話をした。この時ヒトラーは「SA（突撃隊）を解き放つべき時がやって来た」と告げたという。その後、ヒトラーは演説を中止して早々に会場を退席し、私邸に戻った。ラート死亡後にヒトラーが突然私邸にこもったのは恐らく自分が暴動に関与していないことを示すためのアリバイ作りと思われる。ヒトラーは事件後、暴動にやたら驚いた様子を見せていた。
ヒトラー退席後、代わってゲッベルスが出席者達に対して「すでに報復行動が11月8日にクーアヘッセンとマクデブルク＝アンハルト大管区で国家第一の敵であるユダヤ人に対して行われた」と宣言した。これを聞いた聴衆は「党が示威行動の発起人として前面に出ることはないにしても、実際には党がそれらを組織し、最後までやり通すのだろう」という印象を持ったという（ヴァルター・ブーフのヘルマン・ゲーリングへの報告書）。
集会は午後10時30分に解散となり、大管区指導者や突撃隊指導者たちはミュンヘンから電話で暴動に関する多少なりとも具体的な指示をそれぞれの管轄地区執行部に下した。

## 水晶の夜

### 暴動
ラート暗殺事件を受け、11月9日夜から10日未明にかけて、組織化された反ユダヤ主義暴動がドイツ各地で発生した。ドイツ本土のほか、併合されたばかりのオーストリア、そしてズデーテン地方とを合わせて、267のシナゴーグと7,500のユダヤ人商店や企業が破壊された。特にフランスの国境に近いドイツ西部で暴動が多発した。
暴動中、ユダヤ人は殴られたり、辱められたりした。運の悪い者はそのまま殴り殺された。少なくとも96人のユダヤ人が殺害されている。『我が闘争』を朗読させられたり、『ホルスト・ヴェッセルの歌』を暗誦できるまで歌わされた者、果ては強姦されたユダヤ人女性もいた。大多数の市民の反応は名目上の目的よりも、むしろその迫害ややり方に対して沈黙した否認という態度が示された。一方、なかには大きな危険を冒してユダヤ人を助けた者もいた。
シナゴーグやユダヤ人住宅・企業の他、ユダヤ人居住地域の墓地、病院、学校、家などが破壊された。ベルリンでは12あったシナゴーグのうち、9つまでが焼き払われた。略奪も多数発生し、保安警察長官ラインハルト・ハイドリヒはヘルマン・ゲーリングに800件の略奪を報告している。
ハイドリヒや保安警察第4局（ゲシュタポ）局長ハインリヒ・ミュラーの電報での「邪魔をしないように」との命令に基づき、警察は暴動を全く取り締まらなかった。さらに消防隊も炎上するシナゴーグを見ているだけであり、消火活動をするのは非ユダヤ人の建物に延焼する恐れがある時だけだった。その最中でも、警察は多数の自殺や強姦を記録していた。
割られて路上に散らばったショーウィンドウの破片が月明かりに照らされて水晶のように輝いていたことから水晶の夜（クリスタルナハト）と呼ばれた。実際にはガラス以外にも、殺害されたユダヤ人のおびただしい血や遺体、壊された建造物の瓦礫等で、現場は悲惨なものだったという。
ナチ党政権はこのような暴動を「煮えたぎる民族精神の正当な蜂起」などと正当化した。殺人に関与した者は一応逮捕されているが、そのほとんどは不起訴になるか、無罪判決となった。一方、ユダヤ人女性を強姦した者については「ドイツ人の血と名誉を守る法律」の「人種汚辱罪」で処罰されている。

### 「官製暴動」疑惑
水晶の夜は自然発生した暴動ではなく、ナチ党政権による「官製暴動」であったとする説もある。特に関与が確実視されているのが宣伝相のヨーゼフ・ゲッベルスであり、彼がSA隊員や各管区の指導部を動員して行ったとされる。
もう1人、疑いがかかっているのは保安警察長官ラインハルト・ハイドリヒである。11月9日深夜には、ハイドリヒの部下であるゲシュタポ局長ハインリヒ・ミュラーが各地の秩序警察に「まもなくユダヤ人とシナゴーグに対する攻撃が始まるが、邪魔をしてはならない」と電報で命令している。さらに10日には、ハイドリヒ自身が全警察とSDに向けて次のように電報で命令した。「ドイツ人の生命と財産を危険にさらさないユダヤ人への攻撃は許すものとする」、「ユダヤ人の商店や住居はただ破壊するのみとせよ。略奪は認めない」、「商店街の非ユダヤ系商店が被害を受けないように留意せよ」、「外国籍の者はたとえユダヤ人でも被害を受けないよう留意せよ」。この電報のために、ハイドリヒの関与が疑われている。
一方、ハイドリヒの妻リナによると、水晶の夜が発生した際に彼は自宅で寝ていたが、家の警備をしていたSS隊員に起こされて暴動事件を聞かされ、驚いて急遽出勤したという。帰宅した後、ハイドリヒはリナに向かって「ゲッベルスがやったんだ。なんでゲッベルスはこんなことをしたんだろう？」と語ったと証言している。ハイドリヒの代理官ヴェルナー・ベストも「ゲッベルスの行動であり、ハイドリヒや私にとって全くの不意打ちの事件だった」と証言している。
ゲッベルスの部下である国民啓蒙・宣伝省映画部長フリッツ・ヒップラー（de:Fritz Hippler）によると、彼は11月9日夜の暴動を目撃しており、暴動を起こしている者たちが純粋な「住民」ではないことを見抜き、11月10日朝にゲッベルスにその旨を報告したが、彼は報告をはねのけたという。
ゲッベルスがナチ党幹部の中でもずば抜けて過激な反ユダヤ主義者であった事は事実である。ただ、警察やSSの協力なしこれだけの暴動を為し得ることができたかは疑問の声もある。それを考えると、ハイドリヒの電報による助力もかなり大きい関与と思われる。

## 事件処理
この暴動で警察に逮捕されることになったのは、被害者であるはずのユダヤ人であった。3万人ものユダヤ人が警察に逮捕され、彼らを収容するためにダッハウ強制収容所、ブーヘンヴァルト強制収容所、ザクセンハウゼン強制収容所が拡張されることとなった。ブーヘンヴァルトに1万人、ダッハウに1万1000人、ザクセンハウゼンに5,000人から1万人が送られた。ただ、この際に逮捕されたユダヤ人は、数週間で釈放された者が多い。ユダヤ人が暴動で受けた被害額は、窓ガラスの交換だけでも600万ライヒスマルクに及んだという。
この損害に対して、ドイツの保険会社が損害を負担せねばならないことへの対策会議が、ヒトラーの同意を経て11月12日にゲーリング率いる空軍省で行われた。会議には四ヵ年計画責任者でもあるゲーリングのほか、経済相ヴァルター・フンク、蔵相ルートヴィヒ・シュヴェリン・フォン・クロージク、法相フランツ・ギュルトナー、宣伝相ゲッベルス、秩序警察長官クルト・ダリューゲ、保安警察長官ハイドリヒ、また保険業界代表でヒルガルドという人物が招かれた。四ヵ年計画責任者としてドイツ経済に最終的責任を負うゲーリングは、経済への打撃という観点から、この暴動騒ぎを嫌悪しており、この会議の席上で彼は一連の暴動による破壊活動を批判した。この会議には議事録が残っている。
議事録によるとゲーリングは会議の席上、「こんなに物を破壊するぐらいならユダヤ人をものの二百人ほどバラした方がよほどよかったぞ」などと言い放っている。この一件により、ゲッベルスはユダヤ人問題から撤退を余儀なくされ、ゲーリングが責任者となった。さらに1941年には、この権限がハイドリヒに委譲され、彼がホロコーストを実行していくこととなる。
この会議で、ドイツ保険の国際的信用を失墜させないために、一応保険金を支払うことが決定された。外国籍のユダヤ人には損害賠償請求も認められたが、一方ドイツ国籍のユダヤ人は損害賠償請求が認められず、さらに支払われた保険金も結局没収された。
ゲーリングはこの会議の後、同日の11月12日に「ドイツ国籍ユダヤ人の贖罪給付に関する命令（罰金10億ライヒスマルクをドイツ国籍のユダヤ人団体に課す）」、「ドイツの経済活動からユダヤ人を排除する命令（ドイツ企業は年末までにユダヤ人労働者をすべて解雇しなければならない。1939年からユダヤ人の小売業も禁止）」、「ユダヤ人商店・工場における街路美観修復のための命令（破壊された建物の修復はすべてユダヤ人が修復する。ドイツ国籍のユダヤ人が受ける損害保険金はすべて国が没収する）」の三政令を定めた。ゲッベルスも11月23日にユダヤ人を文化生活から追放する政令を定めた（劇場・映画館・音楽会・ダンス場などへユダヤ人が立ち入ることを禁止する）。11月15日には、ユダヤ人が学校へ通うことが禁止され、その2週間後にはユダヤ人の夜間外出禁止命令も出された。12月になると、公の場からユダヤ人は完全に消えてしまった。
暴動の際に盗難や略奪も多数発生したが、この取り戻しだけは警察も「熱心」であった。11月12日の会議でも、ゲーリングが秩序警察長官ダリューゲと保安警察長官ハイドリヒに「大々的手入れで宝石類は取り戻さねばならん」、「だれか店に宝石を売りに来たら有無を言わさず取り上げねばならん。合法的に入手したと言い張っても構わん」などと無法な警察活動を命じている。これに対してダリューゲも「隣近所の者が急に毛皮を着るようになったり、指輪をするようになったら警察に届けるよう命令を出す必要があります」などと応じた。